# Muttaburrasaure
El muttaburrasaure (Muttaburrasaurus, "llangardaix de Muttaburra") és un gènere de dinosaure ornitòpode emparentat amb el camptosaure i l'iguanodon que va viure fa entre 100 i 98 milions d'anys durant el període Cretaci. Les seves restes fòssils es van trobar al nord-est d'Austràlia. Després de Minmi és el dinosaure més ben conegut a partir de les restes esquelètiques.